# Albert-tó

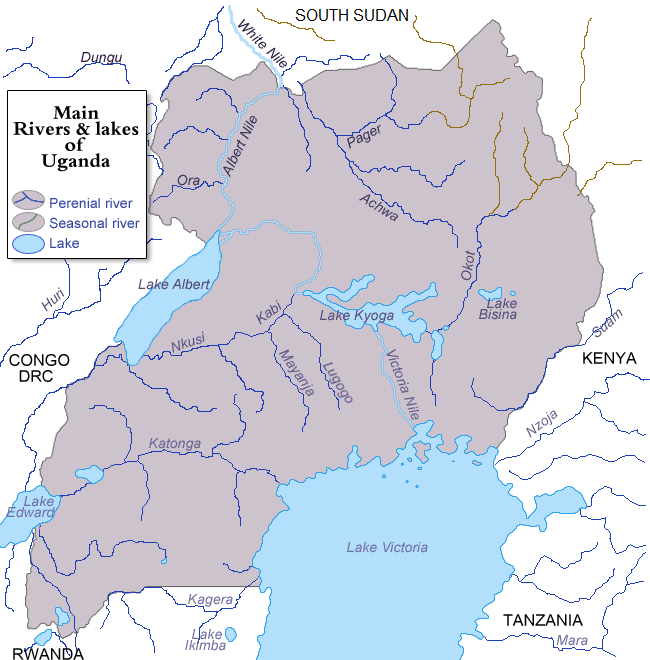
Uganda tavai és folyói, balra középen az Albert-tó.

Az Albert-tó (Albert Nyanza korábban Mobutu Sese Seko-tó) az Nagy-tavak egyike Afrika közepén, Uganda és a Kongói Demokratikus Köztársaság határán. A Kelet-afrikai árok tavai közül a legészakibb.
Hossza mintegy 161, szélessége 32 kilométer. Területe 5374 km², víztérfogata 132 km³. Víztükre a tengerszint felett 619 méterrel hullámzik; legnagyobb mélysége 51 méter. Legtöbb vizét délről, az Albert-tóból eredő Semliki-folyóból kapja.
1864-ben fedezte fel Sass Flóra és Sir Samuel Baker.